# Мод, Корнуоллис, 1-й виконт Хаварден
Корнуоллис Мод, 1-й виконт Хаварден (англ. Cornwallis Maude, 1st Viscount Hawarden; 19 сентября 1729 — 23 августа 1803) — англо-ирландский пэр и политик.

## Биография
Родился 19 сентября 1729 года. Второй сын сэра Роберта Мода, 1-го баронета (1677—1750), и его жены Элеоноры Корнуоллис, дочери Томаса Корнуоллиса и Эммы Чарльтон.
17 мая 1777 года после смерти своего бездетного старшего брата, Томаса Мода, 1-го барона де Монтальта (1727—1777), Корнуоллис Мод унаследовал титул 3-го баронета Мода из Дандрама.
Корнуоллис Мод заседал в Ирландской палате общин от Роскоммона в 1783—1785 годах.
29 июня 1785 года Корнуоллис Мод получил титул 1-го барона де Монтальта из Хавардена в графстве Типперэри (Пэрство Ирландии), став членом Палаты лордов Ирландии. 5 декабря 1793 года для него был создан титул виконта Хавардена из Хавардена в графстве Типперэри (Пэрство Ирландии).
Виконт Хаварден был трижды женат, от которых у него было шестнадцать детей. 11 августа 1756 года он женился первым браком на Летиции Вернон (? — 24 мая 1757), дочери Томаса Вернона. Дети от первого брака:
- Достопочтенная Элизабет Летиция Мод, в 1781 году она вышла замуж за Джона Вогана.

10 июня 1766 года он женился вторым браком на Мэри Аллен (? — 8 октября 1775), дочери Филиппа Аллена. Дети от второго брака:
- Достопочтенная София Мария Мод (? — 23 января 1812), в 1807 году она вышла замуж за Джорджа Хэя Докинса-Пеннанта, от брака с которым у неё было две дочери
- Достопочтенная Эмма Мэри Мод (? — 11 марта 1808), в 1794 году она вышла замуж за Уильяма Ральфа Картрайта, от брака с которым у неё было трое детей.
- Томас Ральф Мод, 2-й виконт Хаварден (16 апреля 1767 — 26 февраля 1807), старший сын и преемник отца.

3 июня 1777 года в Дублине он женился в третий раз на Энн Изабелле Монк (1759 — 26 июля 1851), дочери Томаса Монка и Джудит Мейсон. Дети от третьего брака:
- Достопочтенная Изабелла Элизабет Мод (1779—1859), незамужняя
- Корнуоллис Мод, 3-й виконт Хаварден (28 марта 1780 — 12 октября 1856)
- Достопочтенная Джорджиана Мод (1781 — 31 августа 1807), в 1806 году она вышла замуж за капитана лорда Уильяма Стюарта, от брака с которым у неё была одна дочь
- Достопочтенная Алисия Мод (1782 — 18 декабря 1866), в 1807 году она вышла замуж за преподобного лорда Роберта Понсонби Тоттенема, от брака с которым у неё было десять детей.
- Достопочтенная Шарлотта Мод (1783 — 3 декабря 1874), в 1806 году она вышла замуж за Питера Ла Туша, от брака с которым у неё было четырнадцать детей.
- Преподобный Роберт Уильям Генри Мод (21 августа 1784 — 31 октября 1861)
- Достопочтенная Мэри Энн Мод (1786 — 3 января 1877), в 1809 году она вышла замуж за Джеймса Хьюитта, 3-го виконта Лиффорда, от брака с которым у неё было двое детей.
- Капитан Достопочтенный сэр Джеймс Эшли Мод (6 ноября 1786 — 23 октября 1841)
- Достопочтенная Кэтрин Мод (род. 1788), умерла молодой
- Преподобный Джон Чарльз Мод (16 сентября 1792 — 21 июня 1860)
- Достопочтенная Эмили Мод (1794 — 10 февраля 1884), в 1826 году она вышла замуж за Генри Садлейра Притти, брак был бездетным.
- Капитан Достопочтенный Фрэнсис Мод (17 ноября 1798 — 23 октября 1886).

Виконт Хаварден скончался 23 августа 1803 года в возрасте 73 лет в Тинмуте, Девон, Англия. Ему наследовал его сын от второго брака Томас.